# Joseph Wanag
Joseph Paul Wanag (Wilton, 2 de agosto de 1966) es un deportista estadounidense que compitió en judo.
Ganó una medalla de plata en el Campeonato Mundial de Judo de 1991, y una medalla de bronce en el Campeonato Panamericano de Judo de 1992. En los Juegos Panamericanos de 1991 consiguió una medalla de oro.

## Palmarés internacional
| Campeonato Mundial      | Campeonato Mundial | Campeonato Mundial | Campeonato Mundial |
| Año                     | Lugar              | Medalla            | Categoría          |
| ----------------------- | ------------------ | ------------------ | ------------------ |
| 1991                    | Barcelona (España) | Medalla de plata   | –86 kg             |
| Juegos Panamericanos    |                    |                    |                    |
| Año                     | Lugar              | Medalla            | Categoría          |
| 1991                    | La Habana (Cuba)   | Medalla de oro     | –86 kg             |
| Campeonato Panamericano |                    |                    |                    |
| Año                     | Lugar              | Medalla            | Categoría          |
| 1992                    | Hamilton (Canadá)  | Medalla de bronce  | –86 kg             |